# Johann Gottfried Dingler (Politiker)
Johann Gottfried Dingler (* 2. November 1803 in Zweibrücken; † 29. Oktober 1875 ebenda) war ein deutscher Jurist und Politiker in Bayern. 

## Leben
Als Sohn eines Schlossermeisters geboren, studierte er nach dem Besuch des Gymnasiums in Zweibrücken Theologie und Rechtswissenschaften an den Universitäten in Erlangen und Heidelberg. 1822 schloss er sich der Alten Erlanger Burschenschaft und 1823 dem Corps Rhenania I Erlangen an. 1829 wurde er Rechtskandidat und Ergänzungsrichter am Bezirksgericht Zweibrücken, 1833 Gerichtsschreiber in Annweiler. 1835 wurde er Bezirksrichter in Kaiserslautern und 1847 2. Staatsprokurator am Appellationsgericht Zweibrücken. 1849 wurde er dort Appellationsgerichtsrat. 1863–1874 vertrat er den 4. Wahlbezirk Zweibrücken/Pirmasens in der Kammer der Abgeordneten (Bayern). Er saß im Gesetzgebungsausschuss.
Sein Sohn war der Botaniker Hermann Dingler, sein Bruder der Firmengründer Christian Dingler.

## Ehrungen
- Orden vom Heiligen Michael, Ritter